# Piotrowce Górne
Piotrowce Górne (ukr. Верхні Петрівці, Werchni Petriwci, rum. Pătrăuții de Sus, niem. Ober Petroutz) – wieś na Ukrainie, w obwodzie czerniowieckim, w rejonie storożynieckim.
We wsi parafia dekanatu Czerniowce pw. św. Antoniego.